# 牧野成定
牧野 成定（まきの なりさだ）は、戦国時代の武将。三河国宝飯郡牛久保城主。牛久保城主牧野貞成（右馬允・民部丞）の養子となり、牛久保城主を継ぐ。牧野保成（出羽守）の義理の甥。実は牧野氏成（新九郎）の子（寛政重修諸家譜）。初代の越後長岡藩主・牧野忠成の祖父にあたる。
通称（仮名）は新次郎、右馬允、民部丞とも称したという。

## 概要
牧野成定は戦国時代の東三河宝飯郡の牛久保城を拠点とする国人領主で牛久保城主。
祖父成勝の頃から既に今川氏の勢威に服していたが、成定が城主であった永禄4年（1561年）4月には今川氏から独立した徳川氏（松平氏）の進攻をうけ、他の東三河国人衆が概ね徳川氏に転属したのに対し成定は今川氏への従属を強め、居城牛久保に今川軍の駐留を受け入れた。また、吉田城の今川軍に対しても兵糧などの調達に協力、自らも今川方の先鋒として徳川軍に対し激しく交戦した。
しかし、永禄7年（1564年）には東三河の今川軍はまったくの敗勢となり、永禄8年（1565年）3月には吉田城が落城、牧野氏は、酒井忠次・石川家成を通じて徳川氏に帰属した（寛政重修諸家譜・改正三河後風土記）。永禄9年（1566年）4月20日に岡崎城で家康の謁見を受けて所領安堵された。
牧野氏の臣属・牛久保開城により徳川家康の東三河併合は決定的となり、同年11月18日に家康は正式に従五位下三河守に任じられ、国守大名となった。

### 牛久保城主継承とその背景
大永5年（1525年）、牧野保成（出羽守）の一族である牧野氏成（新九郎）の子として誕生。弘治2年（1556年）、牛久保城主であった牧野貞成（民部丞）が今川氏に逆心（反乱）した（弘治2年2月今川義元発給文書）ことにより牛久保城主の地位を失ったと考えられ、今川義元の差配によりその後継は右馬允（成定）となった。近年では「三河忩劇」と呼ばれている争乱の一環と見られる。
成定は前城主である貞成の実子ではなく、『寛政重修諸家譜』（巻第364）等によれば一族・牧野氏成の子である。『牧野家譜』等によれば、養父の貞成は今川氏に親密であった牧野保成が今川氏の援助で天文15年に吉田城を回復したこと（しかも吉田城の実権は今川方の城代小原鎮実（肥前守）で実質は今川氏の属城）に反発、国人領主としての自立を望む貞成は今川氏へ逆心し三河の名族の吉良氏を頼り、弘治2年（1556年）西尾城主吉良義昭の誘いにより吉良氏の属城の西尾城に入り守将となる（これは他の東三河国人衆が織田氏への内応をめぐり分裂混乱したのと同一傾向である）。
この時、吉良義昭は尾張の織田信長の調略に同意していたため、今川義元は松平氏を含む今川軍を派兵し荒川城を拠点に西尾城を攻撃、陥落せしめた。この時の西尾城攻撃を直接記す史料ではないが、弘治2年（1556年）3月に織田信長が幡豆郡の荒川に軍事行動を働き、これに対し今川方の迎撃軍は馬頭原で織田軍と交戦したことを示す松井忠次宛今川義元感状が存在する。西尾城を脱出した貞成は本拠牛久保に撤退した。
貞成はその後、蟄居隠棲の身となった（遠州宇津山城説・三州八名郡照山城説等諸説あり）。貞成に実子が有ったかどうか不明であるが、今川義元は相続については前記のように新九郎氏成の子を後継とした。これが成定である。なお、成定の実父新九郎氏成の詳細も不明である。

### 西尾城へ入城
成定は今川氏に属したので、尾張国清洲城の織田氏と対立する今川義元の命により、弘治3年（1557年）より5ヶ年の年限で吉良氏の属城の西尾城の守将となる。これは、前年に吉良義昭が織田信長と結び、義昭自身は東条城に移り（「牧野家譜」）、成定養父の牧野貞成を西尾城に招いて今川氏に反抗して敗れたため、義元がその事後処置として西尾城に親今川派の牧野成定を入れたと推定される（もっとも、義昭の東条城入城は天文18年（1549年）の安祥城攻略に関連した今川氏の措置という説がある）。

### 徳川氏進攻への抵抗
約定の期間満了前の永禄3年（1560年）5月19日に今川義元が、桶狭間で戦死。その翌年、永禄4年（1561年）4月、織田信長と結んだ松平元康（徳川家康）は西尾城を昼夜問わず攻め、成定は牛久保に撤退した。
一方の成定留守中の牛久保城には、事前に東三河国人衆を調略したうえで松平軍（およびその協力者）が奇襲をかけたので、城方は壊滅の危機に陥った。
しかし、稲垣重宗始め数名が敵中より牛久保城に馳せ戻り、真木父子等の留守衆と共に奮戦して、辛うじて城を死守。。
この牛久保・西尾同時攻撃より始まった松平元康の東三河地方への進攻に、成定は叔父牧野出羽守保成と共に、激しく抵抗する。
永禄4年（1561年）5月28日、牛久保衆を含む今川軍諸隊は富永口に出撃、松平軍と交戦したが退却している
同年7月29日、今川軍は三河設楽郡野田城を攻め立てた上で、開城降伏勧告。城主菅沼定盈は野田城を放棄、豊川対岸の親戚西郷氏を頼って撤退した。ただ今川軍は、引き続き行われた田峯菅沼氏への征伐に失敗し、明け渡された野田城の城代に成定家臣の稲垣半六郎氏俊（稲垣重宗・氏連たちの弟）を置くに留めて、奥三河への仕置きを終えた（『菅沼家譜』定盈の項より）。
翌永禄5年（1562年）になると松平元康軍と今川軍の東三河をめぐる攻防戦は更に本格的なものとなる。
今川氏真は設楽氏・菅沼氏・西郷氏等の東三河国人領主への調略活動の中心人物本多信俊（百助）を討つ必要が生じた。すなわち氏真自身をして「三州錯乱」と呼ばしめたこの混乱を鎮定するために東三河に氏真自身が出馬することになるが、同年2月氏真は三州設楽郡の富永攻略に成功するが一宮砦の戦い・本野原の戦いでは元康に完敗した
。
同年5月7日には松平軍は富永を攻撃、牧野成定が自ら太刀打ちするほどの激戦となったが持ちこたえた。またこのとき、成定家臣の稲垣重宗・能勢甚三（後、稲垣に改姓）・真木清十郎（越中守定善）・池田小左衛門等が力戦して、遂に松平軍を退却させる高名を残したとされる。そして、成定は同年5月28日に富永より牛久保に帰城したとされる。
同年6月2日には野田城が松平方（西郷氏）の援助を受けた菅沼定盈による夜襲で奪還され、城代であった稲垣氏俊は討ち死にした。
同年9月29日、御油台（東岡）合戦で酒井忠次の松平軍を敗走させたが松平元康の本隊には敗れ、これに続く八幡・佐脇合戦で東三河の駐留今川軍は惨敗、主将板倉弾正・板倉主水は戦死した。
また翌永禄6年（1563年）3月の牛久保城外の戦いで、叔父牧野出羽守保成と稲垣重宗が負傷、稲垣は一命をとりとめたが、牧野保成は死亡した（戦死諸説あり）。今川方敗勢のなか、牛久保牧野氏はいよいよ孤立して苦戦する。
永禄7年（1564年）春より、一揆鎮圧に成功した家康の東三河進攻が再開、成定は駐留今川軍の最大拠点吉田城（かつての今橋城。もと牧野氏支城）へ救援の兵をさしむけるが、効無くやがて落城（永禄8年（1565年）3月）。今川方の主将（城代）小原鎮実は遠州宇津山城に撤退した。完全孤立無援の牛久保城において、牧野成定はなおも今川氏への忠節を変えずにいた。（この頃、東三河で今川方の国衆は成定と作手の奥平貞勝のみであった。）

### 徳川氏への帰属
永禄8年（1565年）頃より、成定を支える牛久保寄騎衆（あるいは牛窪年寄衆）たちも、この情勢への対応に差異が現れ、稲垣氏・山本氏・岩瀬氏及び、牧野山城守は、岡崎城の松平家康に通じ、真木（槙）氏と、能勢（野瀬）氏は、駿府城の今川氏真に固執していたと思われる。
戦陣の疲労で衰弱していた城主成定は、同6月より宿老・稲垣重宗（平右衛門尉）に内政・軍事を代理掌握させる。その稲垣重宗は同僚の山本成行（帯刀左衛門）ら牛久保の重臣数名に諮り、家康への帰属の機会を水面下で進める一方、主君・牧野成定にこの帰属への同意を献諫。
翌永禄9年（1566年）5月、西三河岡崎城にて成定は家康に謁見を受けた。これにより牛久保牧野氏は松平家康に帰属、家康の命により諸給人（家臣）の掌握は稲垣・山本等の重臣5-6名で行うことになり、その後の成定は病身のため牛久保城内にて蟄居の態であったという。。
一方、『牛窪密談記』には、永禄8年（1565年）丑、徳川家康に牧野成定（右馬允）が属したとの記事がある。また、『牛窪記』には、永禄8年3月17日の丑の吉祥日に、牧野定成（山城守）・康成（宗次郎）を先として真木氏・岩瀬氏など牛久保寄騎が城主牧野家名代として家康に謁見したと記述している。『改正三河後風土記』牧野等国士降参付にも、永禄8年春に牧野氏が降参したとの記述がある
。

### 成定の死去とその後
服属後、病身の場合は岡崎に出仕に及ばずとの沙汰を受けたが、まもなくの10月、にわかに病が重くなり同23日死去。享年42。
成定死後、松平家康は後継に嫡子・牧野新次郎(康成)を指定。しかし新次郎はその時まで牛久保に不在であったらしく（永禄9年11月牧野山城守以下牛久保年寄7名あて水野信元副状に一両年駿州に留め置かれたとある）、保成の子と思われる牧野出羽守（成元または成真とも）と遺領後継の紛争となる。出羽守は今川氏真の、新次郎は家康の支援をうけたと思われるが、新次郎が勝利し跡を継いだ。

## 系譜
- 父：牧野氏成
- 母：不詳
- 養父：牧野貞成（1502年 - 1562年）
- 正室：不詳
- 室：普玉院（ふぎょくいん、旧姓・実名不詳）、慶長19年7月8日（1614年8月13日）没、葬地は上野国勢多郡大胡（群馬県前橋市大胡町）の養林寺。
- 生母不明の子女
  - 嫡男：牧野康成（1555年 - 1610年） - やすなり、初名は貞成、通称は右馬允・新次郎）、牛久保城主・大胡藩主、葬地は上に同じ。
  - 男子：戸田一西。『三河国田原近郊聞書』によると、戸田一西は牧野新次郎の子であるとしているが、史料学的根拠に乏しく俗説の一つである。

## 墓所・霊廟

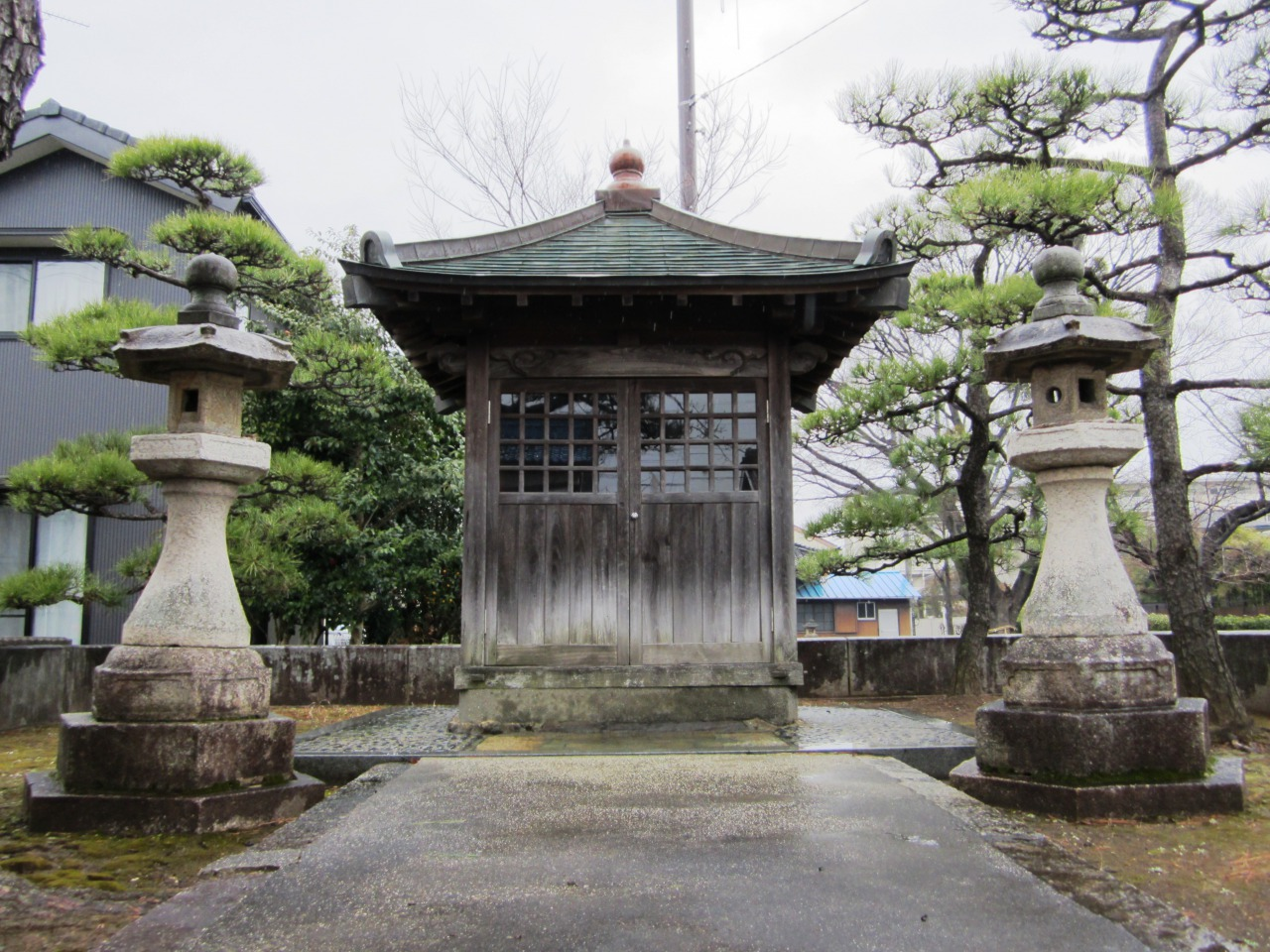
牧野成定公廟（愛知県豊川市千歳通）

法名は養修院殿教誉皎月光輝大居士、葬地は牛久保光輝院（愛知県豊川市千歳通4）、追善墓が大胡養林寺所在。

## 牧野出羽守保成との関係
成定は、牧野出羽守保成の甥とされる。それは養父の民部丞貞成が実は保成の実弟だからである。保成と貞成は『牧野系図』（長岡市中央図書館所蔵）では共に牧野成種（出羽守）の子とされる。はじめ保成は新二郎、貞成は新四郎（新三郎とも）称したとされ、後に貞成は牛久保城主牧野民部丞成勝（氏勝）の養嗣子となる。
しかし貞成は1556年（弘治2年）今川氏に逆心して蟄居の身となり、養子の成定が牛久保城主となると吉田城との関係は緩和し、今川氏の親任厚い保成（奥平松平文書）の主導のもと、牛久保牧野家もまた今川氏の三河経営に組み込まれていく。
当初、成定は今川氏とは距離を保とうとした節が見えるが、稲垣、山本、贄などの主要な家臣らが今川氏より直接に知行を給付されるに及び、1561年（永禄4年）より今川氏への忠節を決意する(「永禄4年7月11日孫五郎以下3名宛牧野成定証状」；『岡崎市史6・資料編中世』所載)。
こうして、成定と保成は、今川氏への忠節により堅く結束することになるが、これが悲劇の始まりとなる。（なお、永禄8年3月6日牛久保合戦に今川方出羽守保成を徳川氏に内通した右馬允成定が殺害との異説がある。）。